# Římskokatolická farnost Babice nad Svitavou
Římskokatolická farnost Babice nad Svitavou je územní společenství římských katolíků v obci Babice nad Svitavou v děkanství blanenském s farním kostelem sv. Jana Křtitele. Farnost je součástí blanenského děkanství v rámci brněnské diecéze.

## Území farnosti
- Babice nad Svitavou – farní kostel sv. Jana Křtitele
- Kanice
- Řícmanice – kaple-zvonice

## Historie farnosti
První písemná zmínka o obci je uložena v moravských zemských deskách a pochází z roku 1365. Farní kostel pochází z roku 1448, přestavěn a rozšířen byl v letech 1765 a 1876. V roce 1645 byla vesnice vypálena švédskými vojsky.

## Bohoslužby
| Kostel            | Místo               | Bohoslužba (den) | Hodina      | Poznámka     |
| ----------------- | ------------------- | ---------------- | ----------- | ------------ |
| sv. Jana Křtitele | Babice nad Svitavou | neděle středa    | 11.00 17.30 | Farní kostel |

## Duchovní správci
První zmínka o duchovním správci pochází z roku 1562. Kvůli nedostatku kněží v 17. století vykonávali duchovní správu v letech 1630 až 1763 premonstráti ze Křtin, kteří zde sloužili mši svatou každou třetí neděli. Roku 1763 byla v Babicích zřízena expozitura. V této souvislosti byla ke kostelu přistavena sakristie a věž, rozšířen byl kůr.
Farářem zde byl od 1. září 2008 do 15. června 2013 P. Jiří Paleček. Od 15. června 2013 do července 2015 byl administrátorem excurrendo ThLic. PhDr. Ing. Jaroslav Filka z Bílovic nad Svitavou. Od 1. srpna 2015 byl administrátorem excurrendo R. D. Mgr. Michal Seknička. Toho od 1. srpna 2016 ve funkci nahradil R. D. Mgr. Lubomír Řihák ze Křtin, farní vikář ze Křtin. Počínaje zářím 2018 se stal duchovním správcem, opět jako administrátor excurrendo R. D. Mgr. Zdeněk Drštka. Administrátorem excurrendo byl od července 2020 R. D. PaedDr. Pavel Lazárek, PhD., 1. srpna 2025 se jím stal R. D. Vojtěch Loub.

## Primice
Ve farnosti slavil 6. července 2013 primiční mši svatou novokněz Jiří Brtník.

## Aktivity ve farnosti
Adorační den a den vzájemných modliteb farností za bohoslovce a bohoslovců za farnosti brněnské diecéze připadá na 28. srpna.
Ve farnosti se pravidelně koná tříkrálová sbírka. V roce 2014 se při ní v Babicích nad Svitavou vybralo 25 545 korun, v Kanicích 18 237 korun a v Řicmanicích 12 289 korun. V roce 2017 činil výtěžek sbírky v těchto obcích 34 907, 32 212 a 14 184 korun.